# Сула австралійська
Сула австралійська (Morus serrator) — вид морських птахів родини сулових (Sulidae).

## Поширення
Гніздові колонії сули австралійської трапляються вздовж південного узбережжя Австралії, в Тасманії та Новій Зеландії. Одна невелика колонія також знаходиться на острові Норфолк. Взимку птахи мігрують на північ вздовж західного та східного узбережжя Австралії. Світова популяція виду оцінюється у 70-75 гніздових пар.

## Опис
Птах завдовжки 84-91 см, розмах крил 170—200 см, вага 2-2,8 кг. Основне оперення білого кольору. Голова та шия у шлюбний період жовтуваті. Криючі крил та центральні хвоста чорного кольору. Дзьоб блакитно-сірий, навколо його основи є ділянка голої шкіри чорного кольору. Очі сірі з синім очним кільцем. Ноги чорно-сірі.

## Спосіб життя
Трапляється зазвичай невеликими зграями неподалік узбережжя. Далеко у відкрите море не залітає. Живиться майже виключно рибою. За здобиччю пірнає з висоти 15-30 м, складаючи крила. Під водою перебуває декілька секунд. Моногамні птахи. Гніздяться у жовтні-листопаді колоніями на островах, рідше на материкових скелях. У кладці одне, рідше два яйця. Насиджують почергово обидва партнери. Насідних плям немає. Вони гріють яйця на плавальних перетинках, які до цього часу сильно товщають і рясно забезпечуються кров'ю. Інкубація триває 44 дні. Пташенята вилуплюються голими і сліпими, потім покриваються світлим пухом. У віці восьми тижнів пташеня важить більше, ніж дорослий птах. Виліт пташенят з гнізда відбувається у віці 12-20 тижнів. Через кілька днів після того, як пташеня навчиться літати, батьки перестають його годувати, спонукаючи до самостійності.